# Zucchiolo

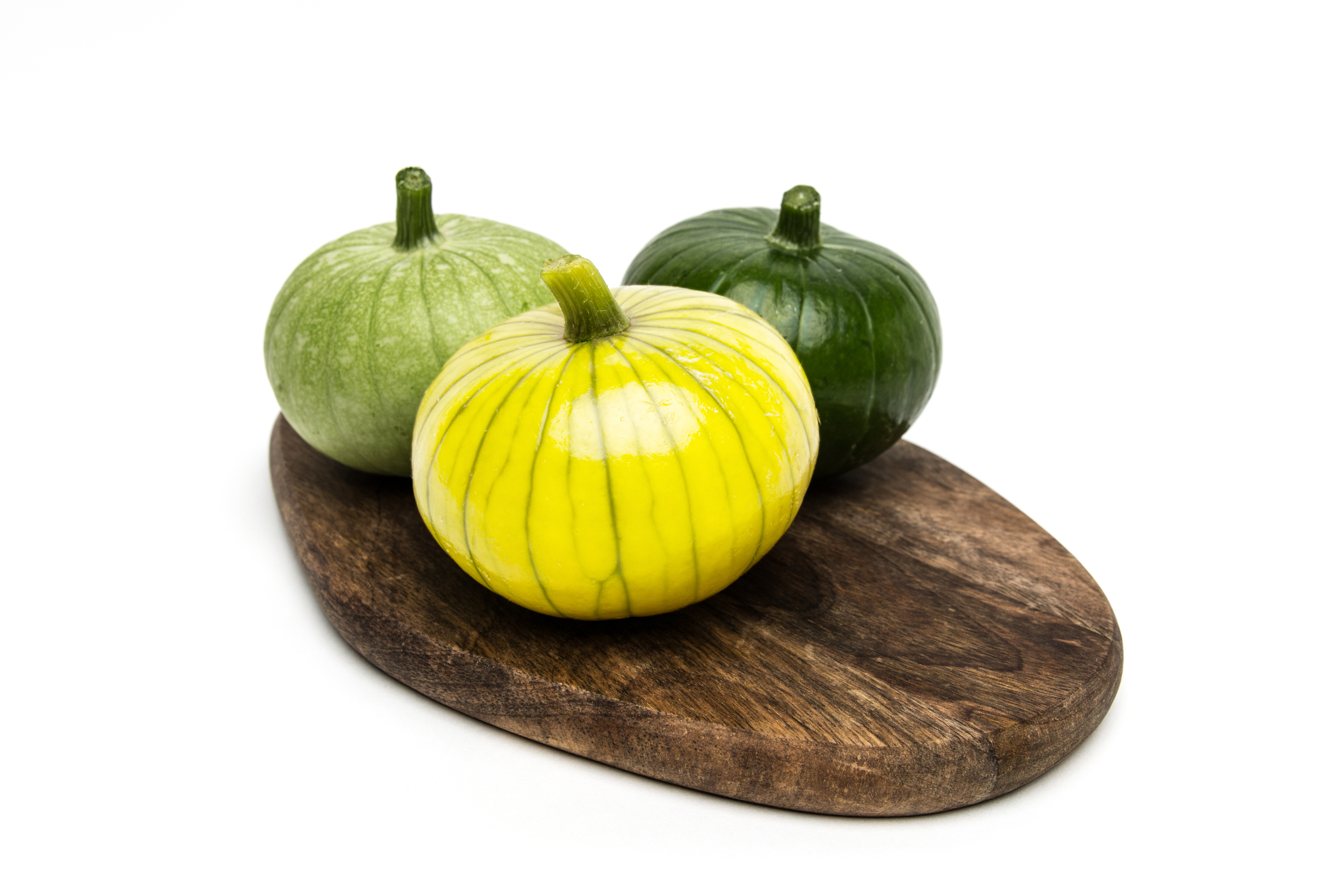
Zucchiolo y sus variedades

Zucchiolo es una hortaliza de la familia de las cucurbitáceas, específicamente una nueva variedad de la familia de la calabaza (Cucurbita maxima), que ha sido mejorada para su producción durante los 12 meses del año bajo cultivo en invernadero. Su origen se debe a la mejora vegetal del zapatillo de tronco y otras cucurbitáceas silvestres, lo que ha resultado en su característico color amarillo.
Los frutos de Zucchiolo pueden presentarse en color verde oscuro o verde claro, con una forma ovalada y ligeramente achatada, un diámetro de 7 a 10 cm y un peso aproximado de 250 gramos. La piel es comestible, brillante, tersa y firme, mientras que la pulpa es crujiente y ligera. Estos frutos pueden consumirse tanto frescos como cocinados.
Zucchiolo tiene un alto contenido en fibra, vitaminas A, B y C, y antioxidantes, como los polifenoles. Además, su consumo proporciona una variedad de minerales, como calcio, hierro, yodo, magnesio, fósforo, sodio y potasio.

## Descripción botánica

### Variaciones de Zucchiolo y denominaciones
El género Cucurbita, perteneciente a la familia Cucurbitaceae, se originó hace aproximadamente 16 millones de años tras su divergencia con el género hermano Peponopsis. Las calabazas comprenden tres especies principales: Cucurbita maxima (donde se incluye Zucchiolo), Cucurbita moschata, y Cucurbita pepo.

### Origen y distribución
Zucchiolo es una variedad mejorada de la familia de la calabaza (Cucurbita maxima), seleccionada para su cultivo durante todo el año en invernadero. Su origen se remonta al cruce del zapatillo de tronco con otras cucurbitáceas silvestres.
La domesticación de Cucurbita maxima se llevó a cabo en América del Sur. Se han encontrado restos arqueológicos de esta especie desde el norte de Argentina hasta Perú. Las especies silvestres más relacionadas son Cucurbita ecuadorensis y Cucurbita andreana, siendo esta última el ancestro silvestre más probable.
- Cucurbita maxima* se cultiva ampliamente en el norte de México, Estados Unidos y el sur de América (Argentina, Bolivia, Uruguay), desde los 100 metros hasta los 3,000 metros sobre el nivel del mar.   [3]

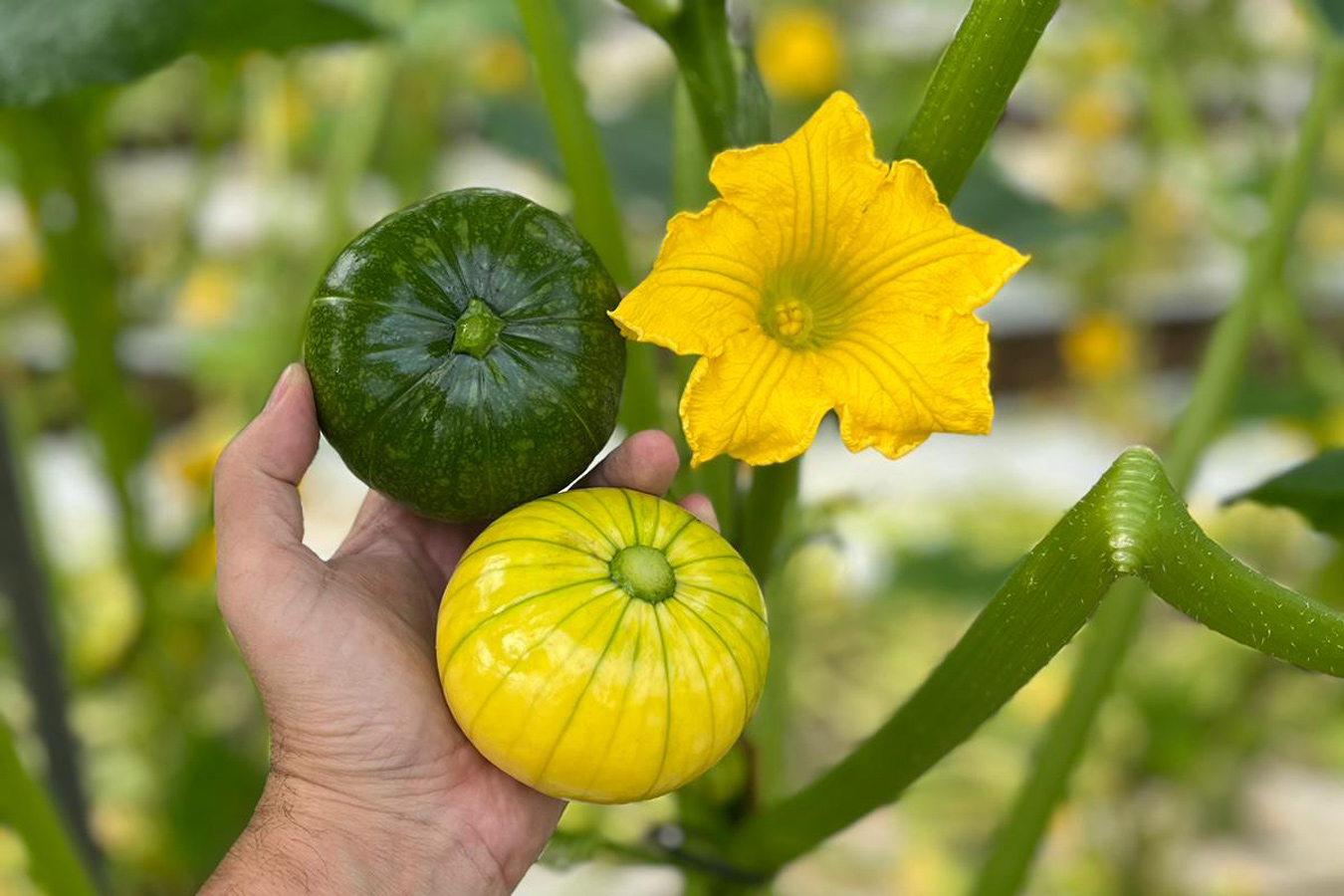
Zucchiolo y su flor

### Planta
Cucurbita maxima es una de las especies con mayor diversidad dentro del género Cucurbita, incluyendo variedades arbustivas y rastreras, con variabilidad en tamaño, forma y color de hojas, flores, frutos y semillas, así como resistencia a determinadas enfermedades. Las plantas son monoicas, con sexos masculino y femenino en el mismo individuo. El número cromosómico es 2n=2x=40, sugiriendo un origen alopoliploide.

### Raíz
El sistema radicular es profundo, alcanzando más de 1.5 a 1.8 metros de profundidad, aunque la mayoría de las raíces se encuentran en los primeros 50-60 centímetros del perfil del suelo.

### Tallo
El tallo puede ser engrosado, redondeado o ligeramente anguloso, y en los nudos de las guías pueden surgir raíces adventicias que penetran a más de 1-1.5 metros de profundidad.

### Hojas
Las hojas son grandes, de lámina simple, frecuentemente lobuladas, con márgenes que oscilan desde enteros hasta denticulados, y superficies pubescentes. El pedúnculo suele ser suave al tacto y rígido.

### Flores
Las flores masculinas y femeninas son aromáticas y de color amarillo brillante, con pétalos fusionados en una flor grande, campanulada y tubular. Los pétalos tienen lóbulos anchos con márgenes crispados. Las flores masculinas tienen 3 estambres, anteras lineales y filamentos libres, mientras que las flores femeninas presentan 3-6 placentas pluriovuladas, estigma con 3-5 lóbulos, y un ovario de variada forma.

### Fruto
Las especies cultivadas de Cucurbita maxima carecen de cucurbitacina, un compuesto químico presente en las especies silvestres que les da un sabor amargo, mientras que los frutos cultivados presentan un sabor suave. El color del fruto maduro varía desde rojo o anaranjado rojizo hasta verde parduzco y azul grisáceo. La pulpa es ligeramente fibrosa, con tonos que van del naranja al amarillo.

### Semillas
Las semillas varían en color desde pardo claro hasta tonos bronceados, siendo gruesas, lisas o ligeramente estriadas, con márgenes redondeados.

## Valor nutricional
El fruto se caracteriza por una piel brillante, tersa y firme, y una pulpa crujiente y ligera, lo que le otorga una versatilidad en su uso culinario.
| Propiedades por 100 g  | Zucchiolo |
| Proteína (g)           | 1,2       |
| Grasa (g)              | 0,1       |
| Carbohidratos (g)      | 0,6       |
| Calorías (Kcal)        | 26,3      |
| Humedad (g)            | 92,5      |
| Fibra (g)              | 0,8       |
| Azúcar (g)             | 3,7       |
| Sal (g)                | <0,005    |
| Minerales (g)          | 0,6       |
| Vitamina C (mg/kg)     | 124       |
| Betacaroteno (µg/100g) | 116       |

Análisis nutricionales realizados en los laboratorios de AINIA (Asociación de Investigación de la Industria y de la Universidad de Granada. 
El fruto contiene fibra insoluble en su parte externa, mientras que la pulpa es rica en fibra soluble, lo que contribuye a la regulación de la motilidad intestinal y ayuda a prevenir trastornos digestivos. Además, su alto contenido de agua favorece la hidratación y la eliminación de toxinas.

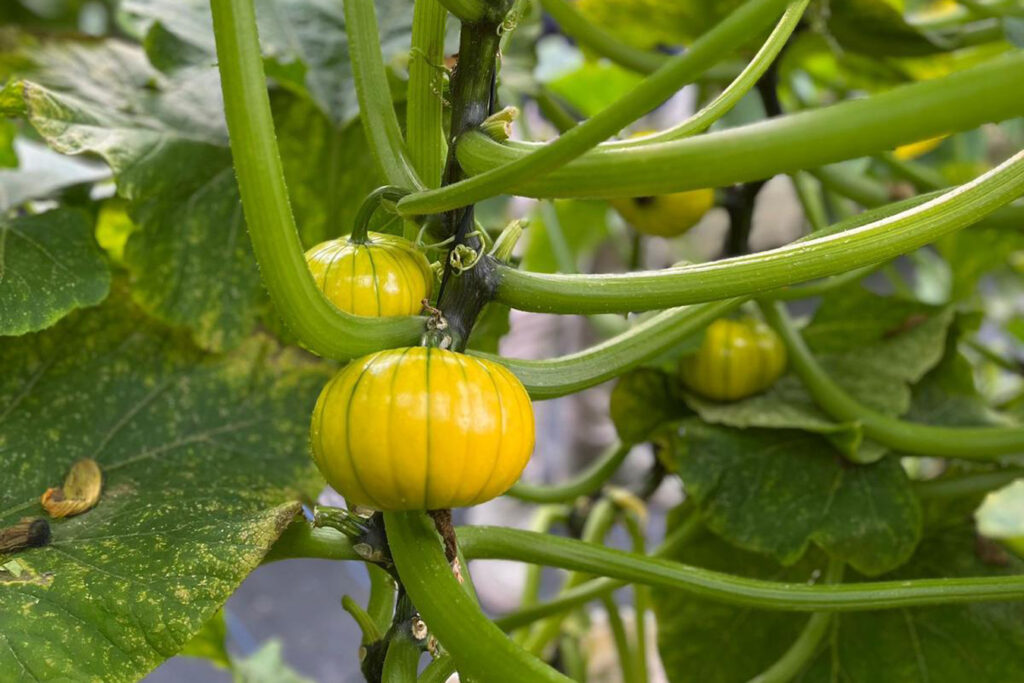
Cultivo de Zucchiolo

## Establecimiento del cultivo de Zucchiolo
El cultivo de Zucchiolo se establece mediante el trasplante del material de propagación al invernadero, donde se desarrollará y crecerá.

### Siembra
La siembra puede realizarse en semilleros, utilizando bandejas con una mezcla de perlita (25%) y turba (75%), o directamente en el suelo. Las semillas se colocan con el micropilo hacia abajo y a 1 cm de la superficie, cubriéndose con la mezcla de turba y perlita. Después de la siembra, se agrega una fina capa de vermiculita para retener la humedad. En siembra directa, se utilizan hoyos en el suelo, donde se colocan 2-3 semillas, eliminando las plantas que no se desarrollen tras la germinación.